# Саджанці (фільм)
Саджанці (груз. ნერგები) — радянський художній фільм, знятий на студії «Грузія-фільм» у 1972 році.

## Сюжет
Дідусь з онуком вирушають за саджанцями дуже хороших смачних груш. Їм вдається знайти ці саджанці. Але шлях додому важкий. Кілька дерев дідусь посадив по дорозі додому, щоб врятувати саджанці від замерзання. Добираючись на попутній машині, вони бачать, як чиясь вантажівка ледь не падає з обриву. Щоб врятувати машину, дідусь кладе саджанці під колеса. Повертаючись додому, він говорить онукові, що «в наступному році буде знову весна».

## У ролях
| Актор              | Роль                                         |
| ------------------ | -------------------------------------------- |
| Рамаз Чхіквадзе    | Лука                                         |
| Мишико Месхі       | Каха                                         |
| Мері Корелі        | Елізабед                                     |
| Сесілія Такайшвілі | Ціціро                                       |
| Зейнаб Боцвадзе    | мати Кахи                                    |
| Зураб Капіанідзе   | візник                                       |
| Михайло Вашадзе    | Робінзон Датешідзе                           |
| Серафим Стрелков   | містер Флетчер                               |
| Кахи Кавсадзе      | Давіт                                        |
| Зураб Лаперадзе    | директор садового господарства               |
| Гіві Тохадзе       | чоловік на поминках                          |
| Бондо Гогінава     | Бондоа                                       |
| Лео Сохашвілі      | пасажир поїзда, який просив саджанець Чічіко |
| Гела Чарквіані     | епізод                                       |
| Отар Багатурія     | епізод                                       |
| Гоча Ломія         | епізод                                       |
| Ервін Кнаусмюллер  | американський турист                         |

## Знімальна група
- Режисер — Резо Чхеїдзе
- Сценарист — Суліко Жгенті
- Оператор — Абесалом Майсурадзе
- Композитор — Нодар Габунія
- Художники — Тетяна Кримковська, Зураб Медзмаріашвілі